# 北秦野村
北秦野村（きたはだのむら）は、神奈川県中郡にかつてあった村である。
1955年1月1日に秦野町、南秦野町、東秦野村と合併し秦野市になった。

## 歴史
- 1889年4月1日 - 町村制が施行。菩提村、横野村、羽根村、戸川村、三屋村が合併し大住郡北秦野村となった。
- 1892年5月 - 村立尋常北秦野小学校開校。
- 1896年4月1日 - 大住郡と淘綾郡が合併し中郡北秦野村となる[1]。
- 1955年1月1日 -合併により秦野市となる。同時に中郡から離脱。

## 廃止後
現在は秦野市の行政上、北地区と区分されている。住所は「秦野市菩提」など大字名が使われる。